# Marfin-Stadion
Das Votanikos-Stadion ist ein im Bau befindliches Fußballstadion in der griechischen Hauptstadt Athen. Es soll die neue Heimspielstätte der Fußballmannschaft von Panathinaikos Athen werden. Das Stadion ist der zentrale Punkt eines neuen Sportkomplexes von Panathinaikos. So gehören u. a. eine Mehrzweckhalle, ein Schwimmbecken und Verwaltungseinrichtungen für den Verein zum Bauprojekt. 

## Geschichte

### Planung
Panathinaikos spielte seit 1922 im Apostolos-Nikolaidis-Stadion. Diesem wurde 2005 von der UEFA die Tauglichkeit für die Champions League aberkannt.
Da die Stadt einen Neubau an alter Stelle ausgeschlossen hatte, fasste der Verein neue Pläne. Ursprünglich war vorgesehen, die Hundertjahrfeier 2008 bereits in der neuen sportlichen Heimat zu zelebrieren, was jedoch nicht umgesetzt werden konnte.
In der Zwischenzeit zog die Fußballabteilung in das Athener Olympiastadion um und sollte dort bis zur Fertigstellung der neuen Arena verbleiben.
Anfang November 2008 stellte Panathinaikos der Öffentlichkeit das endgültige Modell für sein neues Stadion vor. Die Bauerlaubnis wurde noch im selben Monat erteilt. Mit dem eigentlichen Bau wurde im Dezember 2008 begonnen, die Fertigstellung war für Juni 2010 anvisiert. Die Kapazität von 40.000 Zuschauern beinhaltet 208 Presseplätze und 464 Plätze für Behinderte. Auf den Tribünen Nord und Süd sollen jeweils 6.817 Zuschauer Platz finden. Für insgesamt 11.920 Personen wird die Osttribüne gebaut, die Westtribüne soll über eine Kapazität von 12.724 Zuschauern verfügen.
Bereits weit vor der Fertigstellung der Arena wurden die Namensrechte des Stadions für zehn Jahre an die Marfin Investment Group verkauft. Das Unternehmen lässt sich dies einen Betrag von 2,1 Millionen Euro im Jahr kosten, was ungefähr dem Betrag entspricht, der für die Miete an die Stadt anfällt. Eine Besonderheit an dem neuen Stadion ist, dass es das „grünste“ Stadion Europas werden soll – was sowohl die Vereinsfarben des Vereins als auch ökologische Aspekte angeht.
Teil des Projekts ist zudem eine Mehrzweckhalle die für die verschiedenen Sportabteilungen des Vereins als Heimstätte diesen soll. Ebenfalls gepklant ist ein offenes Schwimmbecken für die Wasserballmannschaft von Panathinaikos.
Das Areal ist Eigentum der Stadt Athen und der Griechischen Nationalbank und soll es auch nach Ende der Bauarbeiten bleiben. 15 Prozent der künftigen Einnahmen fließen an die beiden Eigentümer, der Rest geht an Panathinaikos, das ein auf vorerst 99 Jahre ausgelegtes exklusives Nutzungsrecht besitzt. Das Apostolos-Nikolaidis-Stadion, in dem Panathinaikos zuvor spielte, soll zugunsten einer öffentlichen Grünfläche weichen.
2013 wurden lang andauernde Rechtsstreitigkeiten im Zusammenhang mit dem Bau des Stadions geklärt. Der Areopag entschied, dass das Stadion in Votanikos gebaut werden darf. Insbesondere muss das alte Apostolos-Nikolaidis-Stadion nicht umgehend abgerissen werden, sondern darf bis zur Fertigstellung der neuen Arena bestehen.

### Baugeschichte
Die ersten Maßnahmen in Form von Abrissarbeiten an bestehenden Gebäuden sowie Erdarbeiten begannen am 6. April 2023. Am 3. Februar 2025, am 117. Jahrestag der Vereinsgründung, erfolgte die Grundsteinlegung.

## Architektur
Die Planung des Stadions erfolgt durch das in Athen ansässige Büro A & S Architects
Die Haupt- und Gegentribüne werden über je drei Ränge sowie VIP-Logen verfügen. Für die beiden Kopftribünen sind jeweils zwei Ränge geplant. Das Stadion wird eine geschwungene Dachkonstruktion erhalten die Ähnlichkeiten zum Estádio do Dragão in Porto aufweist.